# IFK Norrköping
IFK Norrköping é um clube de futebol sueco, sediado na cidade de Norrköping, no centro do país.                                                                                                      

As cores do clube são: camisola (br: camiseta) branca, calção azul e meias brancas. 
 
Disputa os seus jogos em casa no estádio  Platinumcars Arena, com capacidade para 16 000 pessoas.

Foi fundado em 29 de maio de 1897.

As suas modalidades principais são o futebol, o bowling e a orientacão.                                                                                   
 
Participou pela primeira vez no Campeonato Sueco de Futebol (Allsvenskan) em 1924/25.                          

É um dos maiores clubes de futebol da suécia, tendo vencido várias vezes o Campeonato da Suécia (Allsvenskan) e a Copa da Suécia (Svenska cupen). 

Atualmente (2025) disputa o Allsvenskan, a primeira divisão de futebol da Suécia.                                

O clube é conhecido pelos adeptos como Peking e Snoka.

## Títulos
Atualizado a 18 de setembro de 2023
- 13 Campeonato Sueco de Futebol: 1943, 1945, 1946, 1947, 1948, 1952, 1956, 1957, 1960, 1962, 1963, 1989, 2015

- 6 Copa da Suécia: 1943, 1945, 1969, 1988, 1991, 1994

- 1 Supercopa da Suécia: 2015
- 1 Segunda Divisão Sueca de Futebol: 2007

## Principais Jogadores
- Kennet Andersson
- Tomas Brolin
- Georg 'Åby' Ericson
- Ove Kindvall
- Nils Liedholm
- Gunnar Nordahl
- Gösta Nordahl
- Knut Nordahl
- Björn Nordqvist
- Sulo Vaattovaara
- Arnór Ingvi Traustason

## Uniformes

### 1º Uniforme
| 2020 | 2019 | 2018 | 2017 | 2016 | 2015 | 2014 | 2011 |

### 2º Uniforme
| 2020 | 2019 | 2018 | 2017 | 2016 | 2015 | 2014 | 2011 |

### 3º Uniforme
| 2020 | 2019 | 2018 |  |  |  |  |  |  |  |  |  |  |  |  |  |  |  |  |  |  |  |  |  |  |  |  |  |  | 2016 |  |  |  |  |  |  |  |  |  |  |  |  |  |  |  |  |  |  |  |  |  |  |  |  |  |  | 2014 |